# Xã Sheridan, Quận Clay, Nebraska
Xã Sheridan (tiếng Anh: Sheridan Township) là một xã thuộc quận Clay, tiểu bang Nebraska, Hoa Kỳ. Năm 2010, dân số của xã này là 86 người.